# Пулинці
Пу́линці — село в Україні, в Лубенській громаді Лубенського району Полтавської області. Населення становить 307 осіб. Колишній орган місцевого самоврядування — Ісковецька сільська рада.

## Географія
Село Пулинці знаходиться на лівому березі річки Сліпорід, вище за течією на відстані 2 км розташоване село Хорошки, на протилежному березі — село Ісківці. Біля села велика загата. Поруч проходить автомобільна дорога Т 1713.

## Історія
За Гетьманщини Пулинці входили до 2-ї Лубенської сотні Лубенського полку.
Зі скасуванням полково-сотенного устрою на Лівобережній Україні село перейшло до Лубенського повіту Київського намісництва.
У ХІХ ст. Пулинці перебували у складі Черевківської волості Лубенського повіту Полтавської губернії.
Станом на 1946 рік до Пулинцівської сільської ради Лубенського району входив також хутір Булатецький.
На 2012 рік Пулинці, разом з Ісківцями, перебувають у складі Ісковецької сільської ради Лубенського району Полтавської області.
12 червня 2020 року, відповідно до розпорядження Кабінету Міністрів України № 721-р «Про визначення адміністративних центрів та затвердження територій територіальних громад Полтавської області», село увійшло до складу Лубенської міської громади.
19 липня 2020 року, в результаті адміністративно - територіальної реформи та ліквідації Лубенського району(1923-2020), село увійшло до складу новоутвореного Лубенського району.

## Політика

### Парламентські вибори, 2019
На позачергових парламентських виборах 2019 року у селі функціонувала окрема виборча дільниця № 530526, розташована у приміщенні клубу.
Результати
- зареєстровано 205 виборців, явка 60,49%, найбільше голосів віддано за «Слугу народу» — 47,15%, за Всеукраїнське об'єднання «Батьківщина» — 16,26%, за Радикальну партію Олега Ляшка — 15,45%.[6] В одномандатному окрузі найбільше голосів отримав Фахраддін Мухтаров (самовисування) — 36,89%, за Анастасію Ляшенко (Слуга народу) — 17,21%, за Костянтина Іщейкіна (самовисування) і Руслана Ляшка (самовисування) — по 9,02%[7].

## Населення
Згідно з переписом УРСР 1989 року чисельність наявного населення села становила 351 особа, з яких 140 чоловіків та 211 жінок.
За переписом населення України 2001 року в селі мешкали 302 особи.

### Мова
Розподіл населення за рідною мовою за даними перепису 2001 року:
| Мова       | Відсоток |
| ---------- | -------- |
| українська | 97,39 %  |
| російська  | 1,95 %   |
| білоруська | 0,33 %   |
| гагаузька  | 0,33 %   |

## Об'єкти соціальної сфери
- Клуб.

## Сучасний стан
1 серпня 2008 у селі відкрито меморіальний знак на згадку про односельців — жертв комуністичного голодомору.